# Sam Raybould
Samuel Francis Raybould, född 18 juni 1875 i Chesterfield, död 1949, var en engelsk fotbollsspelare.
Raybould spelade för Ilkeston Town, Chesterfield FC, Derby County och New Brighton Tower innan han värvades till Liverpool av tränaren Tom Watson i januari 1900. Han gjorde debut den 13 januari 1900 i en 2–0-seger över West Bromwich Albion på Anfield och gjorde sitt första mål i Merseysidederbyt på Goodison Park en vecka senare, en match som Everton vann med 3–1. Från början spelade han högerytter, men han bytte till centerforward i Liverpool och blev en mycket framgångsrik målskytt. Han gjorde 128 mål på 225 matcher för Liverpool höll rekordet som klubbens bäste målskytt i 37 år. Säsongen 1902/03 satte Raybould ett nytt rekord genom att göra 31 ligamål under en säsong.
Efter att ha lämnat Liverpool 1907 flyttade Raybould till Sunderland där han stannade i en säsong innan han avslutade karriären i Woolwich Arsenal. Han gjorde debut för Arsenal mot Everton den 2 september 1908 och spelade 30 matcher den säsong och gjorde sju mål. Han avslutade spelarkarriären 1909.
Raybould spelade inga landskamper men fick vid tre tillfällen representera engelska ligans lag i matcher mot skotska ligan.